# Хеллингер, Берт
Бе́рт (Антон) Хе́ллингер (16 декабря 1925 года, Лаймен — 19 сентября 2019 года) — немецкий философ, психотерапевт и богослов. Известен благодаря спорному терапевтическому методу, именуемому — «семейные расстановки». В процессе развития его работа вышла за рамки первоначального формата, сам он обозначал свою работу как «новые семейные расстановки» в согласии с «Движением Духа» (Spirit Mind). С 2007 года Хеллингер создавал собственную школу, получившую название Hellinger Sciencia (sciencia — старолатинское написание слова «scientia», означающего «наука»).

## Биография
Хеллингер родился в католической семье в Германии в 1925 году. В возрасте 10 лет он перешёл в католический интернат при монастыре. Местная организация Гитлерюгенд безуспешно пыталась завербовать Хеллингера, когда он был подростком. В результате его классифицировали как «подозреваемого врага народа». В 1942 году Хеллингер был призван в Вермахт и участвовал в боях на Западном фронте. В 1945 году попал в плен и был заключён в лагерь Союзников. После побега из лагеря он вернулся в Германию. Его старший брат Роберт Хеллингер был убит на фронте. Хеллингер вступил в Орден иезуитов и изучал философию и теологию в Вюрцбургском университете. В 1952 году Хеллингер принял сан священника и был отправлен в Южную Африку в качестве миссионера у зулусов. Там он продолжал своё обучение в Университете Питермарицбурга и Университете Южной Африки, где стал бакалавром гуманитарных наук и получил диплом, дающий право на преподавание в школе.
В течение 16 лет жизни в Южной Африке он был приходским священником, учителем и директором школы для африканских учеников. Он также нёс административную ответственность за всю область епархии, в которой насчитывалось 150 школ. Он стал бегло говорить на языке зулусов, принимал участие в их ритуалах и стал понимать их особый взгляд на мир. Его участие в программах межрасового экуменического обучения, проводимых англиканским духовенством в Южной Африке в начале 1960 годов, привело к выходу из Ордена. Инструкторы работали с направлением феноменологии. Они занимались вопросом выделения того, что является необходимым, из всего имеющегося многообразия, без намерения, без страха, без предубеждений, опираясь только на то, что явственно. Он был глубоко впечатлён тем, как их методы показывали возможность примирения противоположностей через взаимное уважение.
Начало его интереса к феноменологии привело к сложению сана. Хеллингер рассказывает, как один из инструкторов спросил группу: «Что для вас важнее, идеалы или люди? Чем из этого вы бы пожертвовали ради другого?» Для него это была не просто философская загадка. Он остро чувствовал то, как нацистский режим жертвовал человеческой жизнью ради идеалов. Он говорил: «В определённом смысле этот вопрос изменил мою жизнь. С тех пор основным направлением, формировавшим мою работу, стала ориентация на людей».
После того как он оставил свою работу священника, он встретил свою будущую первую жену, Герту. Они поженились вскоре после его возвращения в Германию. В начале 1970-х годов он переехал в Вену, пройдя классический курс в Венской Ассоциации психоанализа. Он завершил своё обучение и был принят в качестве практикующего члена. В 1973 году Хеллингер покинул Германию во второй раз и переехал в Соединённые Штаты Америки, чтобы продолжать обучение у Артура Янова в Калифорнии. Одним из наиболее значительных влияний было влияние Эрика Берна и трансакционного анализа.
В 70-летнем возрасте по просьбе немецкого психиатра Гунтхарда Вебера он согласился записать и отредактировать серию записанных семинаров. Вебер опубликовал книгу в 1993 году под названием «Zweierlei Gluck» [«Два рода счастья»]. Он надеялся продать две тысячи копий среди немецких психотерапевтов, заинтересованных в альтернативных подходах. На удивление, книгу приняли с энтузиазмом и она стала национальным бестселлером. Было продано 200 тысяч экземпляров. В течение последующих 15 лет он стал автором 64 книг, некоторые переведены и изданы на русском языке.
Хеллингер много путешествовал, читая лекции, проводя семинары и обучающие курсы по всей Европе, в США, Центральной и Южной Америке, России, Китае и Японии. Берт Хеллингер и его вторая жена Мария София Хеллингер (Эрдоди) возглавляли Школу Хеллингера (Hellinger Schule), где проводили обучение «новым» семейным расстановкам. Он умер 19 сентября 2019 года.

## Критика
Представители различных направлений психотерапевтического сообщества подвергают критике методы Берта Хеллингера, обвиняя его последователей в непрофессионализме и неумении справляться с проблемами депрессивных пациентов и пациентов с психическими расстройствами.
Немецкий психотерапевт Вернер Хаас (Германского общества семейной терапии) называет методики Берта Хеллингера «маловразумительными и этически неприемлемыми», в своей книге он пишет: «Магические ритуалы заменили у него терапию, вместо диагнозов оракул использует мистические понятия».
В 2003 году Немецкое общество системных и семейных терапевтов (DGSF) опубликовало Заявление на тему расстановок Хеллингера, в котором, признавая теоретическую полезность метода, высказывались опасения относительно безопасности метода для клиентов. Также общество призвало соблюдать условия, которые, по его мнению, смогут минимизировать опасность от расстановок.
В мае 2004 последователь Хеллингера, его близкий друг Арист фон Шлиппе опубликовал открытое письмо, в котором говорил о своём несогласии со взглядами Хеллингера на психотерапию. Два месяца спустя была написана Потсдамская декларация о системных расстановках («Potsdamer Erklärung der Systemischen Gesellschaft zur systemischen Aufstellungsarbeit»), призывающая к развитию метода, но не в нынешней его форме. Декларацию подписали почти 200 терапевтов, в том числе многие бывшие хеллингер-терапевты.

## Список книг Хеллингера, изданных на русском языке
- Порядки любви: разрешение системно-семейных конфликтов и противоречий / пер. с нем. Ингрид Рац. — М.: Издательство Института психотерапии, 2001. (В 2007-м переиздана со значительными изменениями.)
- Порядки любви: разрешение системно-семейных конфликтов и противоречий / пер. с нем. Дианы Комлач. — М.: Издательство Института психотерапии, 2007.
- И в середине тебе станет легко. Книга для тех, кто хочет найти гармонию в отношениях, любви и стать счастливым. — 2-е изд. — М.: Институт консультирования и системных решений: Издательство Института психотерапии, 2006.
- Источнику не нужно спрашивать пути. — М.: Институт консультирования и системных решений, Высшая школа психологии, 2005.
- Порядки помощи. — М.: Институт консультирования и системных решений, 2006.
- Мы идём вперёд. Курс для пар в трудных ситуациях. — М.: Институт консультирования и системных решений, 2007.
- Богомысли. Их корни и их воздействие. — М.: Институт консультирования и системных решений, 2008.
- Большой конфликт. — М.: Институт консультирования и системных решений, 2009.
- Счастье, которое остаётся. — М.: Институт консультирования и системных решений, 2009.
- Любовь духа. — М.: Институт консультирования и системных решений, 2009.
- В соавт. с Габриэль тен Хофель. Долгий путь. — М.: Институт консультирования и системных решений, 2009.
- Исцеление. Стать здоровым, остаться здоровым. — Киев: Hellinger Publications, 2011.
- Успех в жизни / Успех в профессии. — Киев: Hellinger Publications, 2010.
- Медитации. — Киев: Hellinger Publications 2012.
- Истории успеха в жизни и профессии. — Киев: Hellinger Publications 2015.